# Samaweda
Samaweda – jedna z czterech samhit (zbiorów) wchodzących w skład Wed; jej strofy śpiewał w trakcie spełniania ofiary udgatar (kapłan biorący udział w ofierze wedyjskiej, „kantor”). Powstała ok. XI wieku p.n.e.
Samaweda to w znacznej mierze zbiór nieoryginalny: większość strof zaczerpnięto wprost z Rygwedy (głównie mandali ósmej i dziewiątej). Dotarła do naszych czasów w trzech redakcjach – co oznacza, że tradycja czytania i zgłębiania Samawedy rozpadła się na trzy szkoły i to prawdopodobnie już we wczesnym okresie jej kształtowanie się, przed ostateczną kodyfikacją. Różnice między redakcjami są niezbyt znaczące.
Redakcje te to:
- Kauthuma (uznawana za tekst liturgiczny)
- Ranajanija
- Dźaiminija (lub Talavakara; tekst przekazywany przez muzyków)

Samaweda jest znacznie mniejsza od Rygwedy – redakcja Kauthuma zawiera jedynie 1810 strof, a jeśli odliczy się powtórzenia to 1549 (z czego tylko 76 strof nie pochodzi z Rygwedy). Strofy ułożone są w dwóch częściach (arcika) według kolejności wymaganej przez rytuał (a nie według kolejności logicznej). Pierwsza część (purwarcika) zawiera 587 strofy i tylko 45 jest oryginalnych. Zebrano je w dziesiątki (dasiat); dziesięć takich dziesiątek stanowi „recytację” (prapathaka). Druga część (uttararcika) liczy 1225 strof, 31 nie pochodzi z Rygwedy.

Większość strof napisano w metrum gajatri lub pragatha.
Samaweda podaje teksty w postaci mówionej, melodie zaś zapisane są w śpiewnikach (gana), które zawierają teksty w takiej postaci, w jakiej należało je śpiewać (z zaznaczeniem, gdzie trzeba przedłużyć samogłoskę, gdzie powinno pojawić się powtórzenie, z dodanymi wykrzyknikami itd.).